# Komet IRAS
Komet IRAS (uradna oznaka je 126P/IRAS) je periodični komet z obhodno dobo okoli 13,4 let. 
Komet pripada (po klasični definiciji) Jupitrovi družini kometov .

## Odkritje
Komet so odkrili s pomočjo vesoljskega teleskopa IRAS (Infrared Astronomical Satellite) 28. junija 1983. Po njem ima komet tudi ime.

## Lastnosti
Jedro kometa ima premer 3,2 km .